# Gian Carlo Di Negro
 (avril 2022).
Si vous disposez d'ouvrages ou d'articles de référence ou si vous connaissez des sites web de qualité traitant du thème abordé ici, merci de compléter l'article en donnant les références utiles à sa vérifiabilité et en les liant à la section « Notes et références ».
Gian Carlo Di Negro (Gênes, 14 juillet 1769 – Gênes, 1857) est un poète italien.

## Biographie
Di Negro, naît à Gênes dans une ancienne famille noble. Il étudie au Collège de San Carlo de Modène et revient à Gênes en 1789 avant de voyager à  Mantoue, Vérone, Venise et Vienne.
Après la proclamation de la République ligurienne en 1797, il se rend à Paris, Londres et Dublin avant de revenir à Gênes en 1802, où il achète une villa. Cette maison est le lieu de rencontre de beaucoup de gens célèbres, notamment Madame de Stael, Byron, Stendhal, George Sand, Manzoni, ainsi que des musiciens tels Kreuzter et Paganini.